# Szent Helier

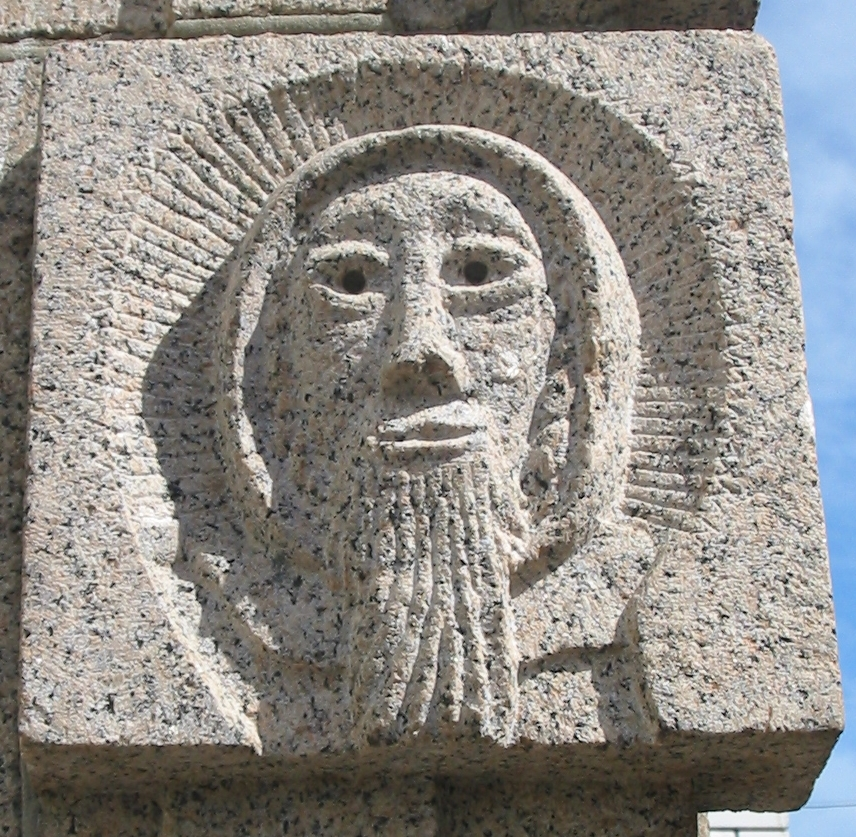
Szent Helier a La Croix de la Reine emlékművön Saint Helierben, Jersey

Szent Helier vagy Jersey-i Hellerius (latinul: Helerius; Tongeren, ? – Jersey, 555) 6. századi szerzetes Tongerenből (a mai Belgiumból), aki remete lett Jersey-ben, és nevét Saint Heliernek, a sziget fő plébániájának adta. Július 16-án ünneplik, Jersey és a Csatorna-szigetek védőszentje.

## Élete
Miután elhagyta szülőhazáját, Helerio megérkezett a nanteuili Szent Markulf-kolostorba. Markulf egy társával, Romardóval Jersey szigetére küldte, amelynek lakói segítséget kértek a kalóztámadások ellen. Jerseyben Helier egy sziklán telepedett le a Saint-Aubin-öbölben, ahonnan a távolban látta a kalózhajók vitorláit, és azok közeledtekor jelezni tudta a lakóknak, hogy meneküljenek.
Tizenhárom évnyi imádkozás és csodák után a kalózok megragadták a remetét és lefejezték. A legenda szerint a szent a kezébe vette a fejét, és a rémült kalózok elmenekültek. Társa, Romardo megtalálta a szent holttestét, és Bréville-sur-Mer-be (Manche) szállította. A szent ereklyéit Beaubec-la-Rosière-ben őrizték egészen az apátságnak a francia forradalom idején történt megsemmisüléséig.

## Fordítás
- Ez a szócikk részben vagy egészben  a   Helerio című spanyol Wikipédia-szócikk ezen változatának fordításán alapul.  Az eredeti cikk szerkesztőit annak laptörténete sorolja fel. Ez a jelzés csupán a megfogalmazás eredetét és a szerzői jogokat jelzi, nem szolgál a cikkben szereplő információk forrásmegjelöléseként.